# 水峡石刻
水峡石刻，位于中国青海省湟中县上五庄乡水峡林场，为第六批青海省文物保护单位，公布日期为1998年12月22日，类型为石窟寺及石刻。
水峡石刻的历史年代为清。